# Biskupa ættir
Biskupa ættir (o la genealogía de los obispos), es una obra del siglo XIV que se considera parte de las sagas de los obispos y sobrevive en dos fragmentos. El primero fue escrito hacia el siglo XIII y trata de genealogías relacionadas con Árna saga biskups y Lárentíus saga, el segundo fragmento establece las genealogías de los cinco primeros obispos de Skálholt.